# Oborský rybník
Der Oborský rybník ist ein Teich im Böhmischen Paradies, sechs Kilometer nordwestlich von Jičín in Tschechien gelegen.
Mit einer Wasserfläche von 11,4 ha und einer Tiefe von bis zu 3,5 Metern ist er der größte von drei zusammenhängenden Teichen, die auf der Flur der Gemeinde Jinolice liegen. Die beiden anderen sind Němeček mit 5,2 ha und Vražda mit 2,1 ha. Der Bach Javorka, der über die Libuňka in die Jizera mündet, speist alle drei Gewässer. Die Teichlandschaft von Jinolice entstand auf dem Gebiet der ehemaligen Herrschaft Schlick. Sie wurde bis in die 1930er Jahre unterhalten, danach verlandete sie. Nach dem Zweiten Weltkrieg wurden die beiden größeren Teiche wieder offengelegt. Der kleine Teich Vražda ist weiterhin zugewachsen und steht seit 1990 unter Naturschutz. Die Feuchtwiesen an seinen Ufern beherbergen eine große Population von Trollblumen und eine Reihe weiterer gefährdeter Pflanzenarten.
Der Oborský rybník ist ein beliebtes Ausflugsziel für Sportangler und Badegäste. Seine Uferregion wird als Erholungsgebiet genutzt. Das Ufer ist über Sandstrände und Rasenflächen zugänglich, der Grund ist überwiegend sandig. Unmittelbar am Wasser befinden sich mehrere Feriensiedlungen und ein Campingplatz. Die Felsenstadt Prachovské skály ist nur einen Kilometer vom Oborský rybník entfernt.